# Crystal (Minnesota)
Crystal ist eine Kleinstadt (mit dem Status „City“) im Hennepin County im US-amerikanischen Bundesstaat Minnesota. Das U.S. Census Bureau hat bei der Volkszählung 2020 eine Einwohnerzahl von 23.330 ermittelt.
Crystal ist Bestandteil der Metropolregion Minneapolis–Saint Paul.

## Geografie
Crystal liegt im nordwestlichen Vorortbereich von Minneapolis auf 45°01′58″ nördlicher Breite und 93°21′37″ westlicher Länge und erstreckt sich über 15,23 km², die sich auf 14,97 km² Land- und 0,26 km² Wasserfläche verteilen.
Benachbarte Orte von Crystal sind Brooklyn Park (an der nördlichen Stadtgrenze), Brooklyn Center (an der nordöstlichen Stadtgrenze), Robbinsdale (an der östlichen Stadtgrenze), Golden Valley (an der südlichen und südöstlichen Stadtgrenze) sowie New Hope (an der westlichen Stadtgrenze).
Das Stadtzentrum von Minneapolis liegt 10,6 km südöstlich; das Zentrum von Saint Paul, der Hauptstadt von Minnesota, befindet sich 33,6 km ostsüdöstlich.

## Verkehr
Die vierspurig ausgebaute Minnesota State Route 100 führt als westliche Umgehungsstraße der Twin Cities durch die südöstlichen Stadtteile von Crystal. Bei allen weiteren Straßen handelt es sich um innerstädtische Verbindungsstraßen.
In Crystal kreuzen sich zwei Eisenbahnlinien der BNSF Railway und der Canadian Pacific Railway.
Der nächstgelegene Flughafen ist der im Norden des Stadtgebiets gelegene Crystal Airport, der größere Minneapolis-Saint Paul International Airport befindet sich 35,3 km südöstlich von Crystal.

## Demografische Daten
Nach der Volkszählung im Jahr 2010 lebten in Crystal 22.151 Menschen in 9183 Haushalten. Die Bevölkerungsdichte betrug 1479,7 Einwohner pro Quadratkilometer. In den 9183 Haushalten lebten statistisch je 2,39 Personen.
Ethnisch betrachtet setzte sich die Bevölkerung zusammen aus 78,1 Prozent Weißen, 10,5 Prozent Afroamerikanern, 0,7 Prozent amerikanischen Ureinwohnern, 3,9 Prozent Asiaten sowie 3,0 Prozent aus anderen ethnischen Gruppen; 3,8 Prozent stammten von zwei oder mehr Ethnien ab. Unabhängig von der ethnischen Zugehörigkeit waren 6,5 Prozent der Bevölkerung spanischer oder lateinamerikanischer Abstammung.
21,6 Prozent der Bevölkerung waren unter 18 Jahre alt, 64,7 Prozent waren zwischen 18 und 64 und 13,7 Prozent waren 65 Jahre oder älter. 50,8 Prozent der Bevölkerung war weiblich.

Das mittlere jährliche Einkommen eines Haushalts lag bei 61.171 USD. Das Pro-Kopf-Einkommen betrug 28.422 USD. 10,4 Prozent der Einwohner lebten unterhalb der Armutsgrenze.